# Wasilij Kalinnikow
Wasilij Siergiejewicz Kalinnikow (ros. Василий Сергеевич Калинников; ur. 1 stycznia?/13 stycznia 1866 w Woinach w guberni orłowskiej, zm. 29 grudnia 1900?/11 stycznia 1901 w Jałcie)  – rosyjski kompozytor.

## Życiorys
W 1884 rozpoczął naukę kompozycji w Konserwatorium Moskiewskim. Jednak po kilku miesiącach z powodów finansowych musiał przenieść się do Szkoły Muzyczno-Dramatycznej Moskiewskiego Towarzystwa Filharmonicznego, w której wygrał konkurs na stypendium. Szkołę tę ukończył w 1892 w klasie fagotu i teorii muzyki. Jego nauczycielami byli m.in. Aleksandr Iljinski (kontrapunkt i fuga), P. Błaramberg (orkiestracja i kompozycja) oraz S. Kruglikow (harmonia) .
W 1892 został dyrygentem w moskiewskim Teatrze Małym. Rok później ze względu na postępującą gruźlicę przeniósł się na Krym . Zmarł przedwcześnie, tuż przed swoimi 35 urodzinami. Jego młodszy brat Wiktor (1870–1927) również był kompozytorem, głównie muzyki chóralnej.

## Twórczość
Był wybitnym lirykiem, kontynuatorem tradycji Potężnej Gromadki oraz Piotra Czajkowskiego. Znany jest przede wszystkim jako twórca muzyki symfonicznej i romansów. Najpopularniejszym jego utworem jest I symfonia g-moll (1892), które od razu zyskała przychylność publiczności. Utwór ten charakteryzuje się dużą plastycznością linii melodycznej i delikatnym kolorytem brzmienia. Jego II symfonia A-dur (1897), utrzymana w epickim stylu, nie zyskała tak wielkiej popularności. Poza symfoniami skomponował także poematy symfoniczne (Nimfy 1889, Cedr i palma 1898), scherza orkiestrowe, utwory chóralne, pieśni i miniatury fortepianowe . Skomponowana przez niego w 1892 roku uwertura Bylina  mogła być inspiracją dla głównej melodii Hymnu Związku Socjalistycznych Republik Radzieckich (a po jego rozpadzie - Hymnu Federacji Rosyjskiej) skomponowanej przez Aleksandra Aleksandrowa.